# WGTRK

Das Logo der Gesellschaft

Die WGTRK (russisch ВГТРК – Всероссийская государственная телевизионная и радиовещательная компания Wserossijskaja gossudarstwennaja telewisionnaja i radioweschtschatelnaja kompanija – auf Deutsch: Allrussische staatliche Fernseh- und Radiogesellschaft) ist eine staatliche Medienholding-Gesellschaft in Moskau.
Die Gründung erfolgte am 14. Juli 1990. Als Nachfolger des sowjetischen Gosteleradio ist sie im Bereich von Fernsehen und Rundfunk und als neuem Tätigkeitsfeld auch bei Internetmedien vertreten. Zum Fernsehrepertoire der Gesellschaft gehören Nachrichtensendungen, Politik-Talks, Konzerte, Dokumentationen sowie russische Filme und Serien.
Im Besitz der WGTRK sind unter anderem (jeweils landesweit operierend):
- die Fernsehsender Rossija 1, Rossija 2, Rossija K und der seit Juli 2006 sendende Nachrichtenkanal Rossija 24
- der russische Auslands-Fernsehsender Rossija RTR
- die Hörfunkprogramme Radio Majak, Radio Rossii, Westi FM und Radio Kultura
- die Internet-Zeitungen vesti.ru, strana.ru, smi.ru und inosmi.ru[2]

Dazu kommen 89 regionale Fernseh- und Hörfunkanstalten. 2004 erhöhte das Unternehmen seinen Anteil am multinationalen Nachrichtensender EuroNews auf 16 Prozent.
2005 wurde ein Umsatz von rund 400 Millionen US-Dollar erzielt.
Die Nachrichtenagentur RIA Novosti und der russische Auslandsrundfunk Stimme Russlands (früheres Radio Moskau) wurden im Dezember 2013 von WGTRK getrennt und gingen in der neu gegründete Medienholding Rossija Sewodnja auf.

## Hackerangriffe ab 2022
Die Holding wurde nach dem russischen Überfall auf die Ukraine 2022 gehackt. Ein Mitarbeiter von Bellingcat nahm eine Untersuchung des geleakten Materials in Angriff und dokumentierte Briefings sowie, wie russische Medien wahllos „zwielichtige“ Internetquellen als Grundlage für ihre Artikel verwenden.
Am 7. Oktober 2024 wurde über einen weiteren Hackerangriff berichtet. Laut Gaseta.ru, sich berufend auf russischen Geheimdienstkreisen soll die ukrainische Hackergruppe sudo rm-RF der Angreifer sein. Am Vormittag war der Nachrichtensender Rossija-24 über Internet nicht erreichbar. Auch die interne Kommunikation soll beeinträchtigt gewesen und Daten sollen gelöscht worden sein. Auch aus dem Umfeld der ukrainischen Regierung verlautete, dass ukrainische Hacker für den Cyberangriff verantwortlich seien.